# André Hettich
André Hettich (Hoegaarden, 1904 – 20 december 1991) was een Belgisch politicus. Hij was twaalf jaar burgemeester van Hoegaarden.

## Carrière
Hettich werd in 1959 burgemeester van Hoegaarden en zou dit ambt bekleden tot 1970. Zijn opvolger was Roger Kerryn. Hettich was ook twintig jaar gemeenteraadslid en bekleedde ook andere politieke functies. Hij was daarnaast ook een bekend juwelier en organisator van wielerwedstrijden.
Hettich overleed in 1991 na een lang ziekbed op 87-jarige leeftijd.